# Saussurea polylada
Saussurea polylada là một loài thực vật có hoa trong họ Cúc. Loài này được J.S.Li miêu tả khoa học đầu tiên năm 1997.